# Cycas debaoensis
Cycas debaoensis là một loài thực vật hạt trần trong họ Cycadaceae. Loài này được Y.C.Zhong & C.J.Chen mô tả khoa học đầu tiên năm 1997.